# Cerâmica Sacoman S/A
A Cerâmica Sacoman S/A foi fundada em 1895 com o nome de Estabelecimento Cerâmico Saccoman Frères, no bairro do Moinho Velho, distrito do Ipiranga, São Paulo. Atualmente, o local onde ficava a indústria é o distrito do Sacomã.

## História
Por volta de 1886, chegaram a São Paulo, provenientes de Marselha, na França, os irmãos Antoine, Henri e Ernest Saccoman. Industriais de larga visão, conhecidos mundialmente pela produção e exportação das telhas Saccoman – Marseille, os três irmãos pretendiam fundar uma empresa no Brasil. Inicialmente se instalaram no bairro da Água Branca e lá ficaram um ano, fazendo experiências com a argila da região, que não se mostrou adequada para o que eles pretendiam. Mudaram-se para Osasco, mas também lá não encontraram a argila adequada.
Em 1891 se associaram aos irmãos italianos Emídio, Panfilio e Bernardino Falchi para fundarem uma olaria na Vila Prudente. Ali encontraram a matéria prima adequada e começaram a produzir as telhas planas, conhecidas como telhas de Marselha, ou telhas francesas. Eles foram os responsáveis pela popularização do que hoje conhecemos como telhas francesas, substituindo as "coloniais", que era feitas e moldadas nas pernas dos escravos.

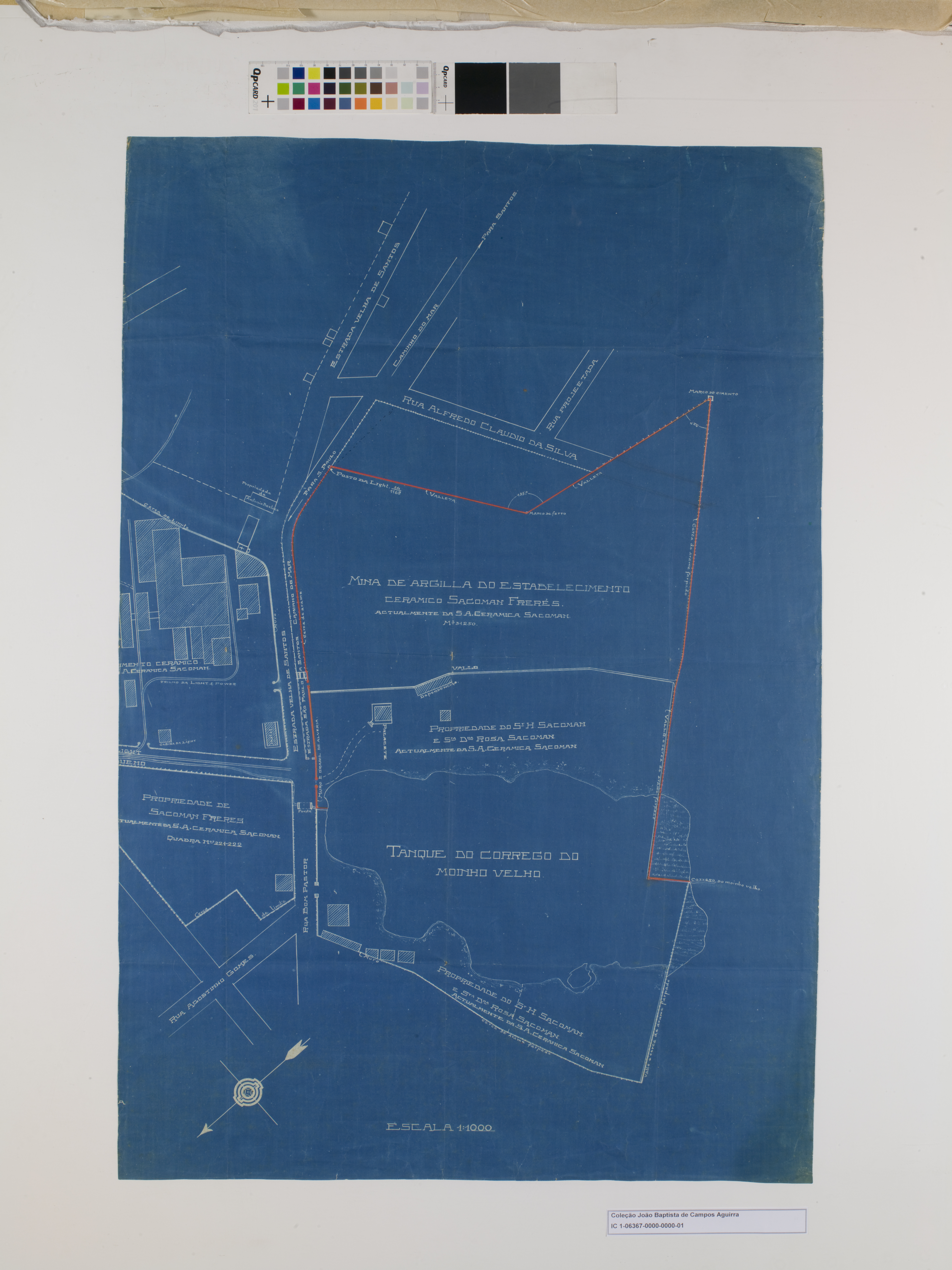
Planta do Estabelecimento Cerâmica Sacoman

Em 1893 os irmãos Saccoman se instalaram em um galpão arrendado dos irmãos Falchi, situado onde hoje é a Rua do Manifesto, no Ipiranga, e começaram a fazer experiências com argila extraída nos terrenos do Moinho Velho, nas proximidades da Figueira das Lágrimas. O transporte da argila era feito em carros-de-boi, pela Estrada de Mato Grosso, hoje Rua Silva Bueno.
Satisfeitos com os resultados obtidos com a argila da região, em 1895 eles adquiriram um terreno 10 alqueires no Moinho Velho, fundando então o Estabelecimento Cerâmico Saccoman Frères - Ipiranga.
Pela alta qualidade apresentada, os produtos da Cerâmica Sacoman tiveram grande aceitação no país, rivalizando com os similares importados. Até então não se tinham telhas nacionais de boa qualidade e elas eram importadas para as construções. Foram utilizados na edificação da Estação da Luz; na construção da Igreja Nossa Senhora da Paz, da Rua do Glicério; no Edifício Sobre as Ondas, do Guarujá; e muitas outras edificações importantes de São Paulo.
Em 1909, a empresa construiu um edifício, próximo à fabrica e que ficou conhecido como "castelinho". O edifício servia como residência da família Saccoman e, ao mesmo tempo, como mostruário dos produtos da indústria. A mansão possuía quatro andares, pé direito alto e varandas com ornamentações Art Nouveau. Era muito grande, havia sete salões, dez quartos, cinco banheiros, uma cozinha e três copas. Como uma chácara, também tinha um vasto jardim, pomares e um lago natural. Ao fundo ficavam as casas dos funcionários, uma espécie de vilarejo.
Em 1921, Antoine Saccoman, o mais velho dos três irmãos, faleceu. Logo depois, em 1923, Henri e Ernest Saccoman venderam a indústria para Américo Paschoalino Samarone, antigo funcionário que cresceu dentro da fábrica, e voltaram para a França. Samarone também ficou com o "castelinho". A partir de então, a empresa passou a se chamar Cerâmica Ypiranga S/A. Em 1939, a área ocupada inicialmente pela fábrica, foi modificada para a construção da Rodovia Anchieta.
Em 1956 a indústria encerrou suas atividades. O local de onde a empresa retirava a argila transformou-se numa grande lagoa, que ficou conhecida como lagoa maldita por possuir quase dezenove metros de profundidade e vários banhistas terem se afogado nela. Ela foi aterrada em 1960. O "castelinho" foi demolido em 1969 e quase nada, na região, lembra a existência dessa indústria ou das famílias Saccoman e Samarone, exceto o nome do bairro, Sacomã.